# カサンドラ・ハリス
カサンドラ・ハリス（Cassandra Harris、1948年12月15日 - 1991年12月28日）は、オーストラリアのシドニー出身の映画女優。
007シリーズ『007 ユア・アイズ・オンリー』ではボンドガールに選ばれリスル伯爵夫人役を演じる。

## 私生活
最初の夫ダーモット・ハリス（リチャード・ハリスの弟）との間に、シャルロットとクリストファーをもうける。
1980年に俳優のピアース・ブロスナンと再婚。1984年に息子ショーンが誕生したが、1987年に卵巣癌の診断を受け、43歳で死去した。

## 主な出演作品
- 愛はエーゲ海に燃ゆ The Greek Tycoon（監督：J・リー・トンプソン、1978年）
- 探偵レミントン・スティール Remington Steele(1982年-1985年のテレビシリーズ)
- ラフ・カット　Rough Out（監督：ドン・シーゲル、1980年）
- 007 ユア・アイズ・オンリー For Your Eyes Only（監督：ジョン・グレン、1981年）

## 参照
1. ↑  “Cassandra Harris, Actress, 39” (英語). ニューヨーク・タイムズ. (1991年12月31日) 2009年7月9日閲覧。